# هيو هافلوك ماكلين
هيو هافلوك ماكلين هو محامي وسياسي كندي، ولد في 22 مارس 1854 في فريدريكتون في كندا، وتوفي في 22 نوفمبر 1938 في سانت جون في كندا. نشط حزبياً في الحزب الليبرالي الكندي. وقد انتخب Lieutenant Governor of New Brunswick ‏ وانتخب عضو مجلس العموم الكندي.